# Kevin Kranz
Kevin Kranz (* 20. Juni 1998 in Frankfurt am Main, Hessen) ist ein deutscher Leichtathlet, der sich auf Sprints spezialisiert hat und auch Staffeln läuft.

## Berufsweg
Kevin Kranz begann im September 2017 ein Duales Studium in der Sportfördergruppe der Polizei an der Hessischen Hochschule für Polizei und Verwaltung (HfPV Wiesbaden). Über seine Karriere hinweg hat Kranz mehrere Semester Informatik an der Frankfurt University of Applied Sciences studiert, bis er im September erfolgreich seine Grundausbildung bei der Bundeswehr in der Hauptfeldwebel-Lagenstein-Kaserne Hannover absolvierte. Aktuell (Stand: März 2025) trägt er den Dienstgrad Gefreiter.

## Sportliche Laufbahn
Kevin Kranz spielte zunächst Fußball und wurde als 15-Jähriger auf Grund seiner Sprintstärke für die Leichtathletik entdeckt.
2013 belegte er bei den Deutschen U20-Meisterschaften in Rostock mit der 4-mal-100-Meter-Staffel den 6. Platz.
2015 stand Kranz mit 10,99 s über 100 Meter am Ende des Jahres auf Rang drei in der hessischen U18-Bestenliste. Bei den Deutschen Jugendmeisterschaften in Jena wurde er mit der 4-mal-100-Meter-Staffel U20-Vizemeister. Verletzungsprobleme warfen ihn anschließend zurück. David Corell erkannte das Potenzial von Kranz und verhinderte durch entsprechendes Training ein frühes Karriereende.
2017 kam Kranz bei den Deutschen U20-Meisterschaften in Ulm mit 10,57 s über 100 Meter auf den 3. Platz und stand am Jahresende mit dieser Zeit unter den Top 10 der deutschen U20-Bestenliste.
2018 wurde er in der Hallensaison bei den Deutschen Hochschulhallenmeisterschaften in Frankfurt-Kalbach Vizemeister über 60 Meter und belegte bei den Deutschen Hallenmeisterschaften in Dortmund mit persönlicher Bestleistung von 6,71 s den 5. Platz. Bei den Deutschen Juniorenmeisterschaften (U23) in Heilbronn holte er Doppelgold. Mit 10,24 s über 100 Meter lief er die Norm für die Europameisterschaften in Berlin und blieb mit 20,89 s auf der 200-Meter-Strecke erstmals unter 21 Sekunden. In Nürnberg wurde Kranz Deutscher Meister über 100 Meter und sicherte sich damit die Nominierung für die Europameisterschaften, bei denen er mit 10,41 s über diese Distanz in der Vorrunde ausschied.
2019 erreichte Kranz bei den Halleneuropameisterschaften in Glasgow über 60 Meter den achten Platz. Über 100 Meter wurde er Deutscher U23-Meister und konnte mit der 4-mal-100-Meter-Staffel U23-Europameister in Gävle werden. Im 100-Meter-Sprint belegte er den 4. Platz und wurde auf dieser Distanz Deutscher Vizemeister.
2020 kam Kranz, nachdem er fast eineinhalb Jahre mit den Folgen eines Pfeifferschen Drüsenfiebers zu kämpfen hatte, Mitte Dezember bei einem Einladungswettkampf in der Leichtathletikhalle in Frankfurt-Kalbach mit 6,59 s nicht nur nah an seine persönliche Bestzeit (6,56 s) über 60 Meter heran, sondern erfüllte auch die Norm (6,63 s) für die Halleneuropameisterschaften 2021 in Toruń.
2021 wurde Kranz erneut Deutscher Hallenmeister, wobei er im Finale den deutschen Hallenrekord von Julian Reus in 6,52 s über 60 Meter einstellte. Zwei Wochen später wurde er bei den Halleneuropameisterschaften in 6,60 s Fünfter.

## Vereinszugehörigkeiten
Kranz startet seit 2018 für das Sprintteam Wetzlar und war zuvor bei der LG Eintracht Frankfurt, Stammverein TSG Nordwest Frankfurt.

## Bestleistungen
(Stand: 20. Februar 2021)

Halle
- 60 m: 6,52 s, Dortmund, 20. Februar 2021
- 200 m: 22,77 s, Hanau, 24. Januar 2016

Freiluft
- 100 m: 10,24 s (+1,6 m/s), Heilbronn, 30. Juni 2018
- 200 m: 20,89 s (+2,0 m/s), Heilbronn, 1. Juli 2018
- 4 × 100 m: 38,91 s, Yokohama, 11. Mai 2019

## Erfolge
national
- 2013: 6. Platz Deutsche U20-Meisterschaften (4 × 100 m)
- 2015: Deutscher U20-Vizemeister (4 × 100 m)
- 2017: 3. Platz Deutsche U20-Meisterschaften (100 m)
- 2018: Deutscher Hochschulhallenvizemeister (60 m)[3]
- 2018: 5. Platz Deutsche Hallenmeisterschaften (60 m)
- 2018: Deutscher U23-Meister (100 und 200 m)
- 2018: Deutscher Meister (100 m)
- 2019: Deutscher Hallenmeister (60 m)

international
- 2018: Teilnahme Europameisterschaften (100 m)
- 2019: 8. Platz Halleneuropameisterschaften (60 m)
- 2019: U23-Europameister (4 × 100 m)
- 2019: 4. Platz U23-Europameisterschaften (100 m)